# Les Bailey
Stephen Leslie ("Les") Bailey (1888 - 1957) was een Australisch uitvinder, motorcoureur en testrijder voor verschillende Britse merken van motorfietsen. 
Hij was in het bezit van een aantal Britse patenten, waaronder de eerste schijfrem voor een motorfiets (op de door hem zelf ontwikkelde Douglas RA 23), een versnellingsbak en de vliegwiel-koppeling. Het meeste ontwikkelingswerk deed hij voor het merk Douglas in Bristol. Hij ontwikkelde ook de "banking sidecar", naar een idee van Freddie Dixon, die er de allereerste Sidecar TT tijdens de TT van 1923 mee won. 
Les Bailey had rond 1909 een fiets- en motorfietshandel in Tamworth (Australië), maar was ook een goed motorcoureur met Excelsior-motorfietsen. Hij was een van de toprijders op de Sydney Sportsground Speedway. In 1910 verhuisde hij naar Engeland waar hij ook wedstrijden begon te winnen. Hij trad als testrijder in dienst bij Humber. Vanaf dat moment begon hij wedstrijden te winnen op het Brooklands-circuit. Hij volgde technische opleidingen en werd opgenomen in het ontwerpteam dat in 1911 de Humber tweecilinder ontwikkelde. William Douglas nam hem in zijn bedrijf op en Bailey ging samen met Cyril Pullin de Douglas-motorfietsen doorontwikkelen. Hij was de gedoodverfde winnaar van de Junior TT tijdens de TT van Man van 1912, maar viel uit door een defecte versnellingsbak. In de Senior TT verloor hij veel tijd met de reparatie van een gebroken ketting. Tijdens zijn eerste periode bij Douglas kwamen de patenten van Cyril Pullin allemaal op naam van het merk Douglas te staan. Dat had er wellicht mee te maken dat Pullin's jongere zus Cissie inmiddels getrouwd was met hoofdingenieur Bailey. 
in 1913 gingen Les Bailey en coureur Percy ‘Buck’ Weatherilt met drie Douglas-motoren naar Australië terug, waar Bailey de Victoria 50-mijlsrace won. Frank Meller won de New South Wales Zenith-Cup. 
Daarna reisde Bailey meteen terug om bij Douglas de maandelijkse productie van 1.000 motorfietsen voor de Britse en Franse legers tijdens de Eerste Wereldoorlog te overzien. Hij werd bevorderd tot algemeen directeur. Na de oorlog ging hij ook weer racen, maar een zwaar ongeluk in 1920 beëindigde zijn carrière voortijdig. 
Hij bleef was als ontwikkelingsingenieur/constructeur voor Douglas werken. Naar een idee van coureur Freddie Dixon ontwikkelde hij voor de TT van Man van '23 een kantelend zijspan, zodat Dixon zijn motorfiets als balansvoertuig kon blijven besturen. Dixon won die eerste Sidecar TT. Les Graham ontwikkelde ook de Douglas RA 23-racer. Na de dood van William Douglas werd het bedrijf in 1935 overgenomen door de Bond Aircraft & Engineering Co.. Les Bailey kon het niet vinden met de nieuwe raad van bestuur en verliet het bedrijf. Hij vertrok naar Australië, waar hij importeur van Douglas werd. 
Les Bailey had functies bekleed in het bestuur van de Britse Auto-Cycle Union en de Royal Automobile Club en was erelid van de Brooklands Racing Club. In Australië werd hij voorzitter van de Penrith Speedway Ltd. Hij zamelde 30.000 Australische dollar in om het Penrith circuit te verbeteren waardoor het het snelste Flattrack-circuit ter wereld werd, met een tribune met 2.000 zitplaatsen. 
Intussen bezette hij nog veel meer functies: hij zat in het bestuur van Missenden Road Motor Body Works en Penrith Speedway inc, was voorzitter van de Western Suburbs Motor Cycle Club en importeerde Coventry-kettingen en Amal-carburateurs. Toen de Grote Depressie toesloeg beperkte hij zijn activiteiten tot een garage aan Canterbury Road in Sydney. 
Les Bailey overleed in 1957. Hij stelde zijn lichaam ter beschikking aan de Universiteit van Sydney. 